# Santuario Nacional de Huayllay
Das Santuario Nacional de Huallay (SNH) ist ein nationales Schutzgebiet in Westzentral-Peru in der Region Pasco. Es wurde am 7. August 1974 eingerichtet. Verwaltet wird es von der staatlichen Naturschutz-Agentur Servicio Nacional de Areas Naturales Protegidas por el Estado (SERNANP). Das Areal besitzt eine Fläche von 68,15 km². Es entspricht der IUCN-Kategorie III, vergleichbar einem Naturdenkmal in Deutschland. Das Santuario Nacional de Huallay dient der Erhaltung einer einzigartigen Landschaft aus Felsformationen vulkanischen Ursprungs.

## Lage
Das Schutzgebiet befindet sich im Andenhochland im Distrikt Huayllay der Provinz Pasco, 3 km nordöstlich der Kleinstadt Huayllay. Die Nationalstraße 20A nach Cerro de Pasco durchquert das Schutzgebiet. Dieses liegt in Höhen zwischen 4100 m und 4600 m und wird nach Südosten zum Oberlauf des Río Mantaro hin entwässert. 

## Ökosystem
Zu den Vogelarten im Schutzgebiet gehören der Andenkiebitz (Vanellus resplendens), die Andenmöwe (Chroicocephalus serranus), der Südandenspecht (Colaptes rupicola), der Punasichler (Plegadis ridgwayi) und die Tangaren-Art Phrygilus plebejus. Ferner leben in dem Gebiet das Tschudi-Meerschweinchen (Cavia tschudii), der Weißwedelhirsch (Odocoileus virginianus), die Peruanische Hasenmaus (Lagidium peruanum), der Anden-Skunk (Conepatus chinga), der Andenschakal (Lycalopex culpaeus), das Vikunja (Vicugna vicugna) und die Garlepp-Pampaskatze (Leopardus garleppi). Zu den im Schutzgebiet vorkommenden Fischen gehören Andenkärpflinge (Orestias) und Schmerlenwelse (Trichomycterus). Außerdem lebt die Echsengattung Liolaemus in dem Gebiet. Zur Flora gehört die Gattung Polylepis aus der Familie der Rosengewächse.